# 个人Wiki
个人Wiki是一个主要作为个人使用而维护的Wiki。个人Wiki允许人们以类似社区Wiki的风格在他们的桌面或行動裝置上編輯信息。
个人Wiki可以被粗略地分为含个人版的多用户Wiki，以及那些设计为仅用于单个用户的维基应用程序，这些应用程序不依赖于数据库引擎和万维网服务器。一流的个人Wiki，包括许多社区Wiki，诸如MoinMoin或TWiki，因为这些也可以被独立安装使用。这可能需要附加软件的安装，例如一个万维网服务器，一个数据库管理系统，或一个WAMP/LAMP软件包。然而，这些并不意味着Wiki必须对外部用户可访问。
使用一些独立的密码可以保护Wiki运行在他们自己的万维网服务器上，也能使用第三方主机。这种方式的好处就是可以从任何万维网浏览器中访问个人空间，在家、在工作中、在一个个人数码助理上、在一个网吧里，等等。在一个机器上所做的修改在其它终端上面立即可以访问。